# Cerro Corá (Rio Grande do Norte)
Cerro Corá is een gemeente in de Braziliaanse deelstaat Rio Grande do Norte. De gemeente telt 11.207 inwoners (schatting 2009).

## Aangrenzende gemeenten
De gemeente grenst aan Angicos, Bodó, Currais Novos, Lagoa Nova, Lajes, Santana do Matos en São Tomé.

## Verkeer en vervoer
De plaats ligt aan de noord-zuidlopende weg BR-104 tussen Macau en Maceió. Daarnaast ligt ze aan de wegen RN-042 en RN-203.